# Ребекка Ґуай
Ребекка Ґуай (англ. Rebecca Guay) — художниця, відома на початку своєї кар'єри як ілюстраторка, їй замовляли роботу над рольовими іграми, колекційними картковими іграми, коміксами, а також над дитячою літературою. Згодом Ґуай звернулася в основному до галерейної роботи, відкривши свою першу персональну виставку в 2013 році в галереї Р. Міхельсон.

## Раннє життя
У 1992 році Ребекка отримала ступінь ілюстраторка в Інституті Пратта в Нью-Йорку.

## Кар'єра

### Рання кар'єра
Після закінчення університету Ребекка стала ілюстраторкою у Marvel (2099 Unlimited) і отримала численні виступи в DC Comics і його Vertigo Imprint, як-от стала штатною художницею олівцем у Black Orchid і працювала із всесвітом Пісочний чоловік Ніла Ґеймана.
Після написання графічних романів Magic: The Gathering CCG The Serra Angel і Magic the Homelands у 1995 році для Valiant Comics, Ребекка інтенсивно працювала з Wizards of the Coast / Hasbro над самою картковою грою і отримала замовлення від 3 до 12 карток на випуск, починаючи з Alliances у 1996 році до набору Eventide у 2008 році. Інші групи TCG/RPG, у яких вона брала участь, включають Dungeons & Dragons, White Wolf Publishing, Bella Sara та World of Warcraft Trading Card Game.
Іншими її основними клієнтами Ребекки є Topps, Dark Horse Comics, MTV Animation, Lucasfilm, Simon & Schuster, Scholastic, Barefoot Books і Houghton Mifflin.

### Співпраця
Ребекка працювала із такими письменниками, як Джейн Йолен (над дитячою книжкою «Балетні історії» та графічною адаптацією роману Йолен «Останній дракон»), Голлі Блек, Луїзою Говз, Алісою Квітні та Біллом Віллінгемом над «Польотом янголів».

### Галерейна робота
Після завершення своїх останніх двох мальованих графічних романів у 2011 році, вона почала зосереджуватися насамперед на великомасштабній галереї, виконаній олією. Її робота в галереї зосереджена на фігурі з метою створити сильний емоційний зв'язок із авдиторією. Свою першу персональну виставку відкрила у вересні 2013 року в галереї Р. Міхельсона. Відтоді її твори демонстрували та придбали приватні колекціонери та кілька музеїв, у тому числі Музей мистецтва книжкових книжок Еріка Карла та Музей американської ілюстрації Товариства ілюстраторів у Нью-Йорку.
Поєднуючи її роботу в галереї та роботу в області ілюстрації, один із її творів, The Visitor, був обраний обкладинкою Spectrum 21.

## Фандом
Після виходу Onslaught (2002) на сайтах новин Magic the Gathering було повідомлено, що Ребекка повідомили, що сім робіт, які вона створила для знімального майданчика, будуть її останніми. За словами сайтів, це її власні слова: «новий арт-директор, Джеремі Кренфорд, вважає, що моя робота надто жіноча для його бачення гри».
На тлі обурення шанувальників Wizards of the Coast оприлюднили заяву, у якій пояснюють свою позицію — що Ребекку ніколи не звільняли, а просто не укладали контракт як із позаштатною художницею для Legions (2003), і що її робота буде використана в майбутніх наборах:
«Щоб прояснити плутанину, Ребекку Гуей не звільнили Wizards of the Coast; вона є художницею-фрілансеркою, яка час від часу працює з нами. Фактично, Ребекка зараз працює з WotC над іншими проєктами в наших Підземеллях і Лінія драконів. У наборі „Легіонів“ творча команда мала придумати спосіб показати, що сталося з Отарією після того, як Камахл знищив Мірарі. Ми вирішили показати дію цієї магії, створивши справді інтенсивні перебільшені версії всіх істот. У нас будуть „суперверсії“ та „гіперверсії“ солдатів, священнослужителів, чарівників, зомбі, гоблінів, ельфів тощо. Навіть земля розвиватиметься протягом блоку Onslaught. Відбираючи художників, творча команда вибирала художників, які ми вважали, що саме вписуватиметься в це бачення того, ким стала Отарія. Незважаючи на те, що Ребекка не була обрана для роботи в наборі „Легіони“, Ребекка продовжує залишатися високо цінною частиною нашої мистецької команди. Ми з Ребеккою обговорювали це, і я запевнив, що її мистецтво з'явиться в майбутніх доповненнях Magic» — Джеремі Кренфорд, Запитайте чарівників.
Відтоді Wizards of the Coast використали роботи Ребекки для щонайменше семи наборів Magic та ряду інших продуктів. Одна із замовлених робіт, данина суперечці, з'явилася в жартівливому наборі Unhinged 2004 року:
«Переслідувати художника» (1BB Sorcery — виберіть художника, окрім Ребекки Ґуай. Цільовий гравець відкриває свою руку та скидає всі неземельні карти вибраного художника. Смолоскипи та вила не підходять для шанувальників Ребекки)
Листівка з сатирою на Джеремі Кренфорда також з'явилася в Unhinged:
«Fascist Art Director» (1WW Creature — Human Horror — 2/2 WW: Fascist Art Director отримує захист від художника за вашим вибором до кінця черги. Шановні містере та місіс Кренфорд, після ретельного аналізу професійного тестування Джеремі я відчуваю, що він найкраще підходить для кар'єри або в сфері тортур, або в галузі мистецтва).

### Еволюція
У 2014 році Ребекка запустила на Kickstarter проєкт EVOLUTION, який збирає її роботи з 1993 по 2014 рік. Вона була успішно профінансована її шанувальниками в березні того ж року (досягнувши більш ніж втричі запланованої мети в $36 000 при $124 057) і прибула з публікації в січні 2015 року.

## Викладання
Ребекка була інструкторкою в Інституті Пратта та запрошеною лекторкою у Коледжі мистецтва та дизайну Савани, Університеті Массачусетсу, Школі дизайну Род-Айленда та Музеї мистецтва книжкових малюнків Еріка Карла. Ребекка також є творчинею двох програм професійного наставництва, майстер-класу з ілюстрації в Амгерстському коледжі та дочірньої онлайн-програми SmArt School.

## Нагороди та відзнаки
У 2004 році роботи Ребекки були визнані найкращими на виставці Gen Con, а в 2005 році вона була обрана найкращою художницею за версією Fan Choice Awards InQuest.
Робота Ґуай над «Пісочний чоловік: Книга долі» була номінована на премію Айснера в 1998 році, а «Політ ангелів» для «Запаморочення» був обраний YALSA 2013 року.
Ребекка отримала кілька нагород за свою роботу в галереях і була лауреаткою кількох галузевих відзнак, у тому числі двох золотих медалей від Spectrum.

## Особисте життя
Ребекка проживає в Амгерсті, штат Массачусетс, зі своїм чоловіком, художником Метью Мітчеллом.